# Plethodon shenandoah
Plethodon shenandoah — вид хвостатих амфібій родини Безлегеневі саламандри (Plethodontidae).

## Поширення
Вид є ендеміком США. 3устрічається лише у Національному парку Шенандоа у штаті Вірджинія. Населяє помірні ліси.